# Мідл-кік

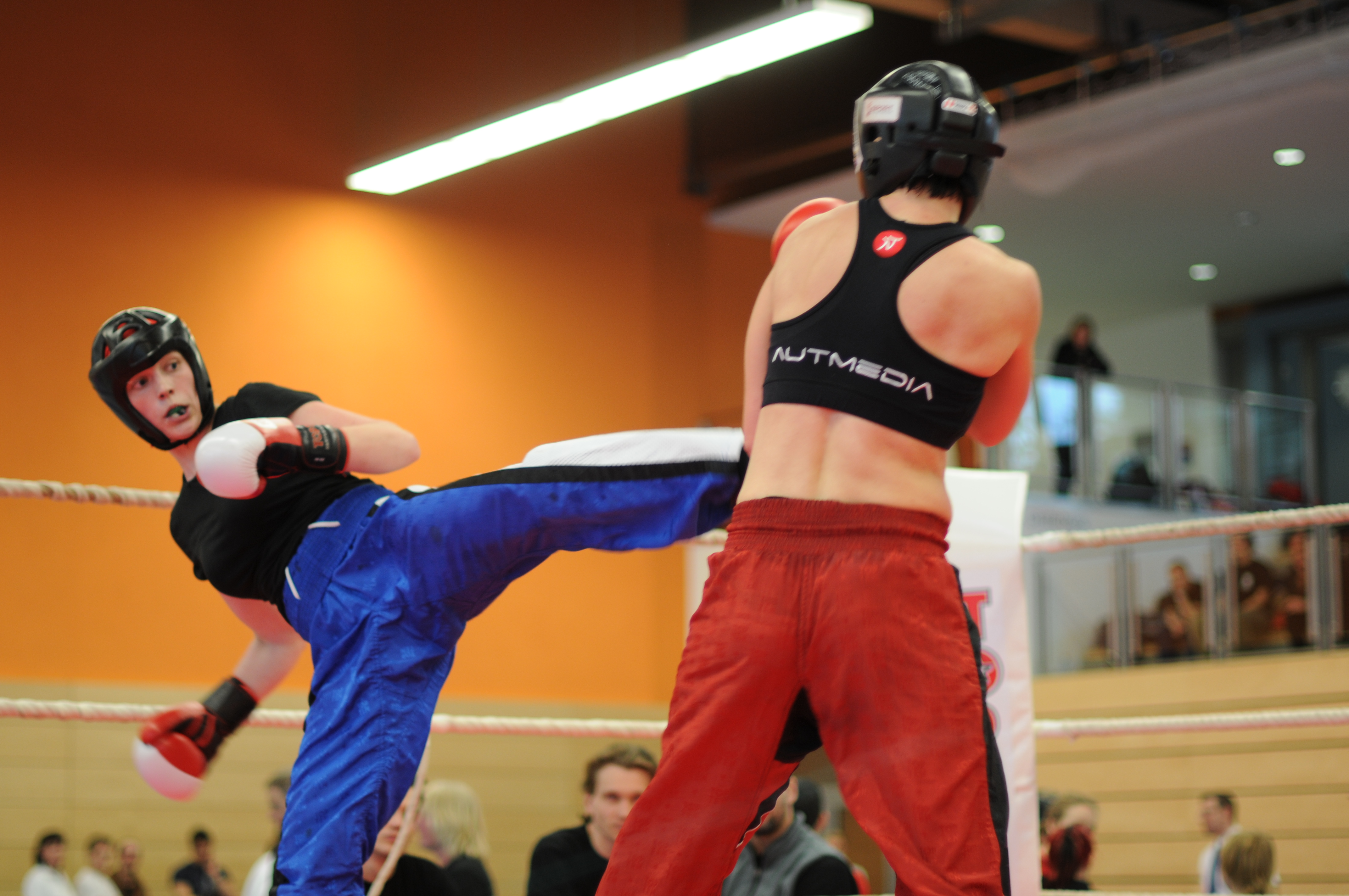
Мідл-кік в бою.

Мідл-кік (англ. middle kick — «серединний удар») — 1) тип удару ногою, 2) термін, що характеризує висоту виконуваного удару. Мідл-кік або серединний удар — це практично будь-який удар, що виконується вище рівня тазового поясу і нижче плечового поясу, тобто в серединну частину тіла, в тулуб. Як мідл-кік найчастіше виконують кругові, бокові та фронтальні удари ногами, а також удари з великою динамікою виконання: в стрибку і з розвороту.
Мідл-кік є типовим ударом для таких бойових мистецтв як ушу, карате, тхеквондо, муай-тай, кікбоксинг тощо. 

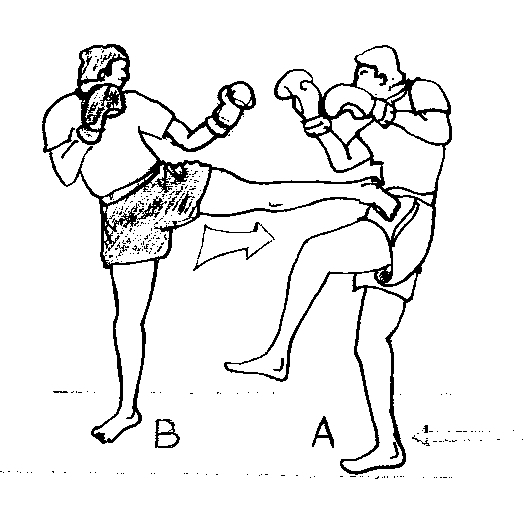
Боковий мідл-кік лівою ногою
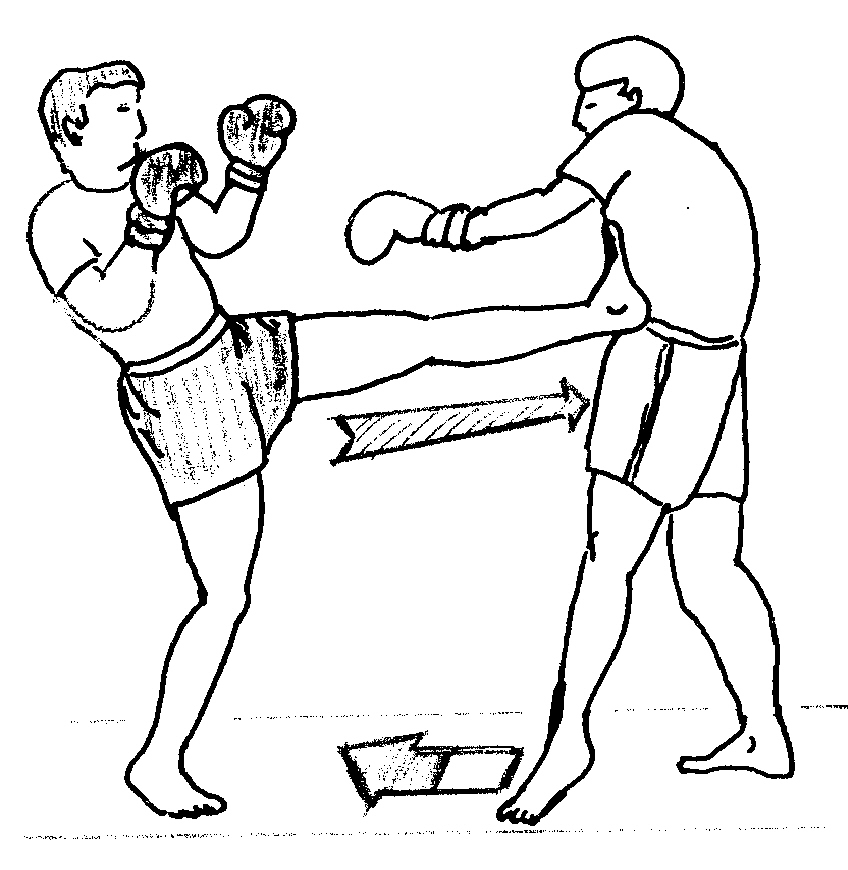
Фронтальний мідл-кік лівою ногою
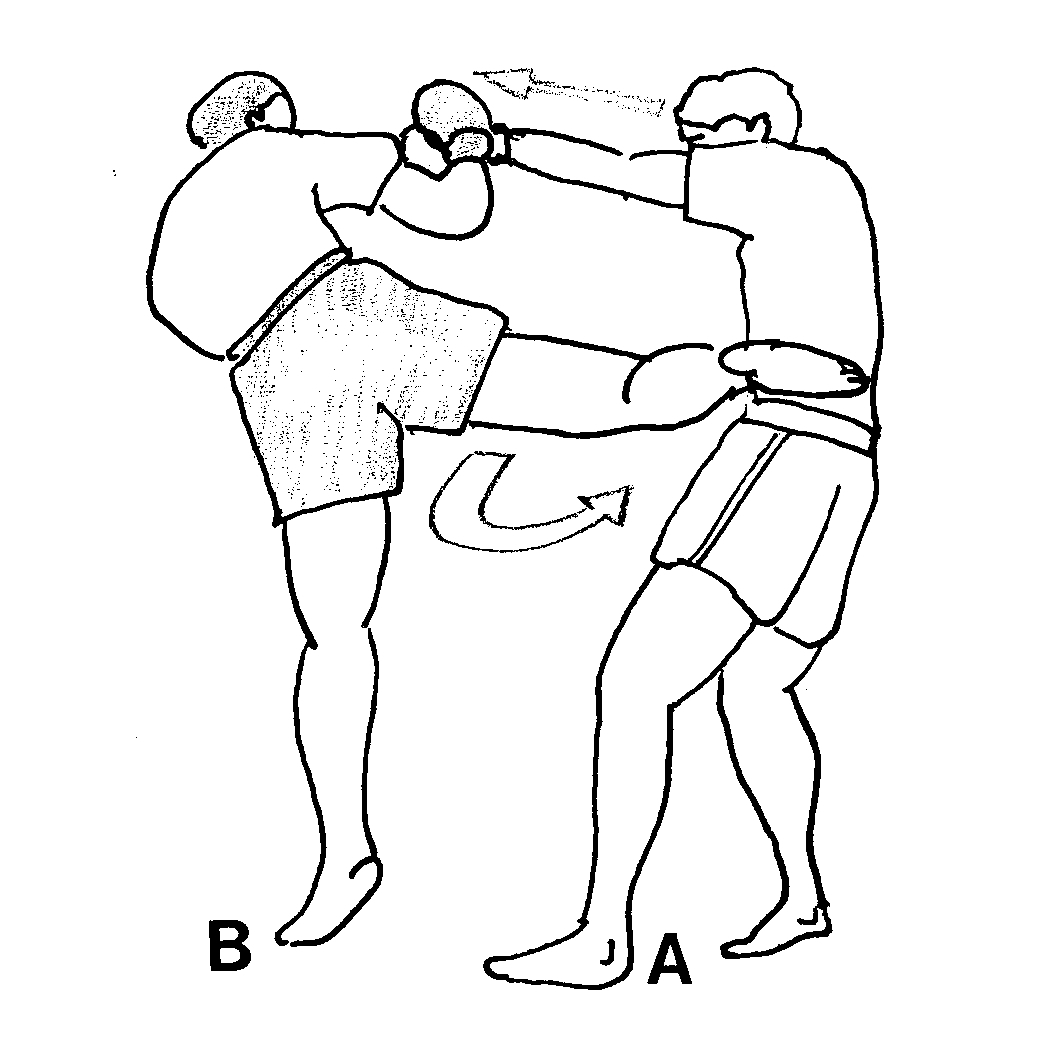
Круговий мідл-кік правою ногою
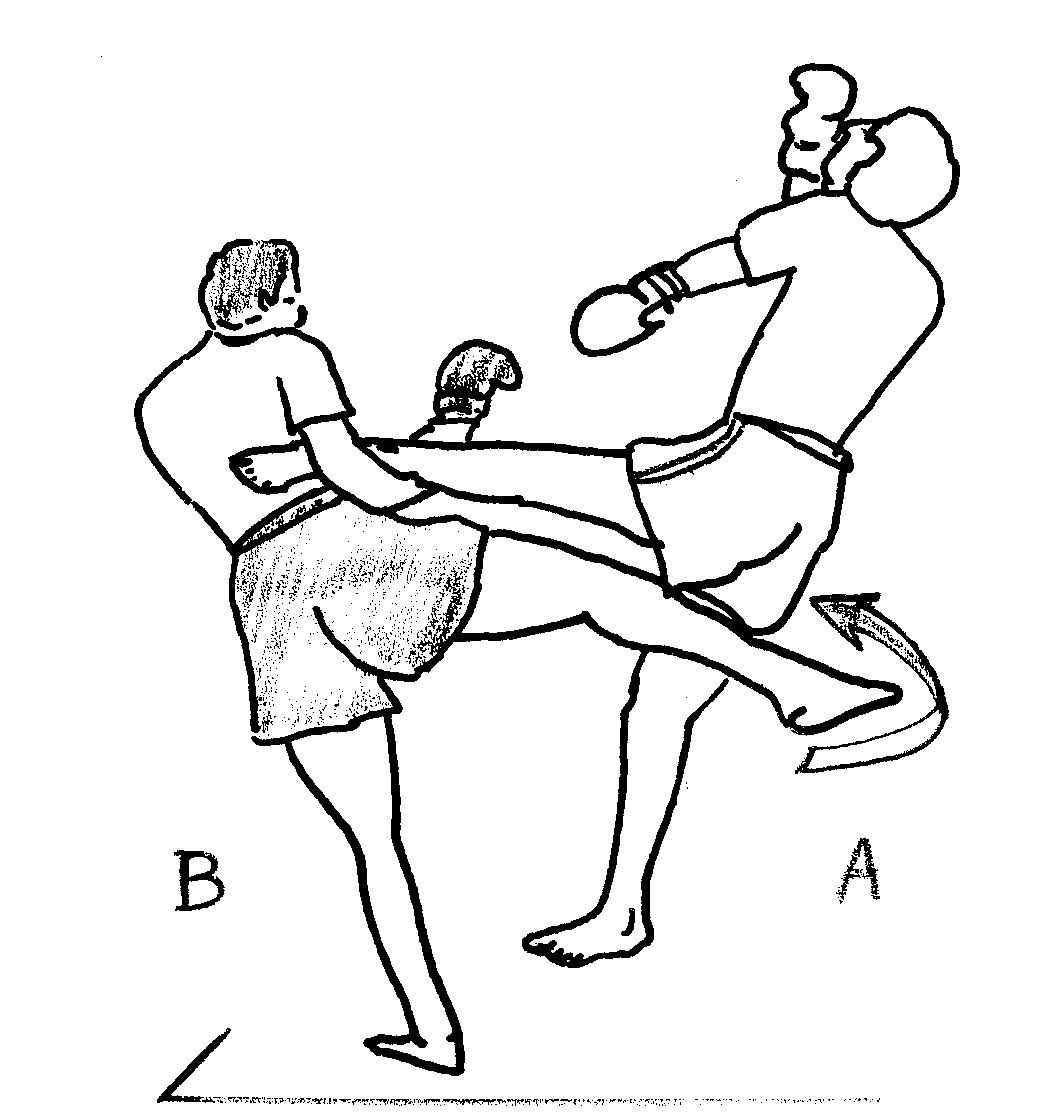
Блокування мідл-кіка та підсічка

| Зона ураження | Вид фізичної шкоди |
| ------------- | --- |
| Тулуб         | - Ушкодження м'язової тканини - Ушкодження внутрішніх органів (печінка, селезінка, нирки) - Ушкодження нервових структур (сонячне сплетіння) - Ушкодження кісток (ребра, груднина) |